# Koszykówka 3×3 na Halowych Igrzyskach Azjatyckich 2007
Koszykówka 3×3 na Halowych Igrzyskach Azjatyckich 2007 została rozegrana w dniu 3 listopada 2007 w hali IPM Multisport Pavilion jako sport demonstracyjny (pokazowy). Zawody były pierwszym poważnym testem projektu „FIBA 33” - sformalizowanej wersji tego wariantu koszykówki opracowanego wcześniej przez federację FIBA. Wszystkie mecze podczas turnieju odbyły się w ciągu jednego dnia. Zwycięzcy grup awansowali do finału, a drużyny z drugich miejsc w grupach zagrały mecz o brązowy medal. 

## Rezultaty

### Grupa A
| Drużyna  | Mecze | Wygrane | Przegrane | Zdobyte kosze | Stracone kosze | +/- | Pkt |
| -------- | ----- | ------- | --------- | ------------- | -------------- | --- | --- |
| Chiny    | 3     | 3       | 0         | 65            | 38             | +27 | 6   |
| Hongkong | 3     | 2       | 1         | 48            | 58             | –10 | 5   |
| Indie    | 3     | 1       | 2         | 55            | 57             | –2  | 4   |
| Makau    | 3     | 0       | 3         | 49            | 64             | –15 | 3   |

3 listopada
| Hongkong | 21 : 16 | Indie |

3 listopada
| Chiny | 22 : 14 | Makau |

3 listopada
| Hongkong | 6 : 22 | Chiny |

3 listopada
| Indie | 21 : 15 | Makau |

3 listopada
| Makau | 20 : 21 | Hongkong |

3 listopada
| Chiny | 21 : 18 | Indie |

### Grupa B
| Drużyna         | Mecze | Wygrane | Przegrane | Zdobyte kosze | Stracone kosze | +/- | Pkt |
| --------------- | ----- | ------- | --------- | ------------- | -------------- | --- | --- |
| Iran            | 3     | 3       | 0         | 63            | 33             | +30 | 6   |
| Filipiny        | 3     | 2       | 1         | 54            | 38             | +16 | 5   |
| Chińskie Tajpej | 3     | 1       | 2         | 47            | 50             | –3  | 4   |
| Malezja         | 3     | 0       | 3         | 20            | 63             | –43 | 3   |

3 listopada
| Iran | 21 : 13 | Chińskie Tajpej |

3 listopada
| Malezja | 4 : 21 | Filipiny |

3 listopada
| Filipiny | 12 : 21 | Iran |

3 listopada
| Chińskie Tajpej | 21 : 8 | Malezja |

3 listopada
| Malezja | 8 : 21 | Iran |

3 listopada
| Chińskie Tajpej | 13 : 21 | Filipiny |

### Mecz o 3. miejsce
3 listopada
| Hongkong | 33 : 30 | Filipiny |

### Finał
3 listopada
| Chiny | 28 : 33 | Iran |

## Medaliści
| Zawody                            |                                                                         |                       |                                                                   |
| --------------------------------- | ----------------------------------------------------------------------- | --------------------- | ----------------------------------------------------------------- |
| Turniej mężczyzn w koszykówce 3×3 | Iran · Arsalan Kazemi · Farbod Farman · Mehdi Shirjang · Mohammad Amjad | Chiny · ? · ? · ? · ? | Hongkong · Chow Kin Wan · Lau Hoi To · Yan Siu Chun · Lau Tsz Lai |

## Zestawienie końcowe wszystkich drużyn
| Poz. | Drużyna         |
| ---- | --------------- |
|      | Iran            |
|      | Chiny           |
|      | Hongkong        |
| 4    | Filipiny        |
| 5    | Indie           |
| 6    | Chińskie Tajpej |
| 7    | Malezja         |
| 8    | Makau           |